# Innovecs
Innovecs (ukraiński: Інновекс) to działająca na całym świecie firma technologiczna założona przez Alexa Lutskiego w 2011 roku. Firma z główną siedzibą w Miami specjalizuje się w oprogramowaniu dla łańcucha dostaw, technologii medycznych, technologii HighTech oraz branży gier. Zatrudnia ponad 800 osób i działa w Stanach Zjednoczonych, Wielkiej Brytanii, Unii Europejskiej, Ameryce Łacińskiej, Izraelu, Australii i w Ukrainie. Polskie biuro zostało otworzone w 2022 roku w Warszawie.

## Historia
Firma Innovecs została założona we wrześniu 2011 r. w Kijowie na Ukrainie, skupiając się na usługach cyfrowych.
W 2015 r., we współpracy z Bitcoin Foundation Ukraine, uruchomiła w Kijowie centrum badawczo-rozwojowe specjalizujące się w technologii blockchain.
W latach 2017–2020 Innovecs zostało umieszczone w rankingu Inc. 5000, liście najszybciej rozwijających się prywatnych firm w Stanach Zjednoczonych. Ponadto w 2017 r., Clutch umieścił Innovecs na liście Top App Developers i Web Developers, a w latach 2017–2023 firma znalazła się na The Global Outsourcing 100 – liście najlepszych firm outsourcingowych na świecie sporządzonej przez International Association of Outsourcing Professionals (IAOP).
W 2018 r. Innovecs przejął dział outsourcingu ukraińskiej firmy Tatem Games zajmującej się tworzeniem gier mobilnych, w celu rozszerzenia działalności o tworzenie gier wideo.
W 2021 r. Innovecs nawiązał współpracę z Ukraińską Federacją Hokeja na Lodzie (FHU) w celu zaprojektowania i zbudowania platformy cyfrowej dla Federacji a w 2023 r., firma została oficjalnym partnerem FHU. W marcu 2021 r. Innovecs uzyskało tytuł Amazon Web Services (AWS) Select Consulting Partner oraz Advanced Tier Partner w 2024 roku. W październiku 2021 r. Innovecs został Platynowym Partnerem International Software Testing Qualifications Board (ISTQB).
W 2022 r. firma rozpoczęła działalność w regionie Europy, Bliskiego Wschodu i Afryki (EMEA), aby rozszerzyć swoją działalność w Polsce, na Węgrzech i w Rumunii. Nawiązała również współpracę z Nerd.Management, CraftHub i Software Development Association Poland (SoDA). Innovecs uruchomił swoje biuro w Krakowie w 2022 r., koncentrując się na realizacji aplikacji dla sektorów takich jak gaming i logistyka. Po rosyjskiej inwazji na Ukrainę 24 lutego 2022 r. Innovecs aktywnie wspierało Ukrainę, w tym batalion medyczny "Szpitalnicy" i Fundację "Leleka", a także udzielał wsparcia Siłom Zbrojnym Ukrainy.
W grudniu 2022 r. firma zaprezentowała Innovecs Games jako submarkę na rynku produkcji gier. W okresie od grudnia 2023 r. do stycznia 2024 r. Innovecs nawiązało strategiczne partnerstwo z Davanti Warehousing i SAVOYE w sektorze łańcucha dostaw.
W 2023 r. Innovecs znalazł się w rankingu Global Top 100 Inspiring Workplaces, zajmując 25. Miejsce.
Od 2024 roku firma posiada biura w Warszawie, Minneapolis, Miami, Kijowie, Londynie, Tel-Awiwie, Sydney i Budapeszcie i zatrudnia ponad 800 osób.

## Engineering Leadership Platform
W sierpniu 2018 r. Innovecs otworzył InnoHub, multimedialne środowisko o powierzchni 600 m² przeznaczone do działań edukacyjnych w zakresie biznesu i technologii. Z czasem InnoHub przekształcił się w Engineering Leadership Platform do współpracy i nawiązywania kontaktów dla liderów branży inżynieryjnej.
W 2019 r. firma uruchomiła również platformę szkoleniową InnoCamp.